# Лутцинген
Лутцинген (нім. Lutzingen) — громада в Німеччині, знаходиться в землі Баварія. Підпорядковується адміністративному округу Швабія. Входить до складу району Діллінген. Складова частина об'єднання громад Гекстедт-ан-дер-Донау.
Площа — 24,93 км2. Населення становить 984 ос. (станом на 31 грудня 2020).

## Галерея

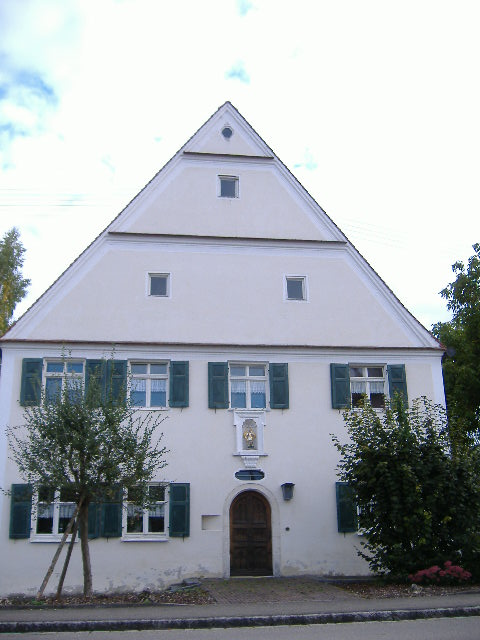
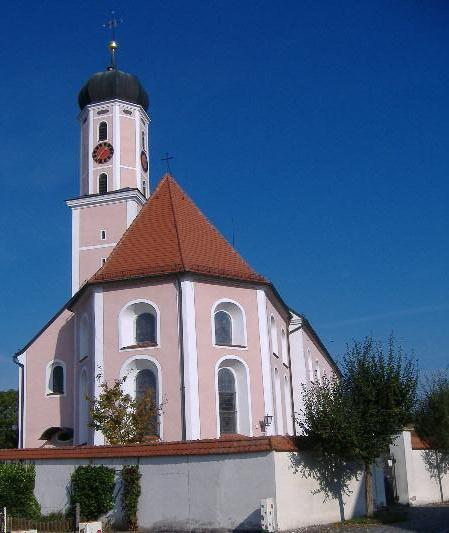